# Шалонж, Кристиан де
Кристиан де Шалонж (фр. Christian de Chalonge; род. 21 января 1937, Дуэ, Нор, Франция) — французский кинорежиссёр и сценарист. Лауреат премии «Сезар» 1979 года по лучшую режиссёрскую работу и фильм за кинокартину «Чужие деньги».

## Биография
Кристиан де Шалонж родился 21 января 1937 в городе Дуэ (департамент Нор во Франции). Получив образование в Высшей школе кинематографических исследований (IDHEC, сейчас La Fémis), работал ассистентом у таких режиссёров, как Анри-Жорж Клюзо, Ален Жессюа, Жорж Франжю и Тони Ричардсон.
Как режиссёр Кристиан де Шалонж дебютировал в 1967 году фильмом «O Salto», поставленным по собственному сценарию. Эта работа получила приз Международной Католической организации в области кино (OCIC) на Венецианском кинофестивале, а в 1968 году — приз Жана Виго.
Успешной постановкой стал фильм 1978 года «Чужие деньги» с Жаном-Луи Трентиньяном и Катрин Денёв в главных ролях. Лента была выдвинута в пяти категориях на вручении премии «Сезар», завоевав две из них: за лучший фильм и лучшую режиссёрскую работу. Этот же фильм в 1978 году получил приз Луи Деллюка.
В 1981 году Кристиан де Шалонж поставил фильм «Мальвиль» по одноимённому роману французского писателя Робера Мерля. Проект, в котором приняли участие Мишель Серро, Жак Дютронк, Жак Вильре и Жан-Луи Трентиньян был номинирован на «Сезара» в четырёх категориях, в одной из которых (за лучшие декорации) был удостоен награды.
Ещё одной экранизацией стал фильм «Похититель детей» с Марчелло Мастроянни в главной роли, снятый по мотивам романа Жюля Сюпервьеля «Похититель детей», опубликованного в 1926 году.
С начала 2000-х годов де Шалонж предпочитает работать на телевидении, поставив, в частности, несколько эпизодов сериала о комиссаре Мегрэ и экранизировав произведения Мольера «Скупой», «Мнимый больной» и «Мещанин во дворянстве».